# 春水
《春水》，冰心的代表性诗集。
冰心的代表性作品有小说集《超人》，诗集《繁星》、《春水》，散文集《寄小读者》，译著泰戈尔的《吉檀迦利》。

## 写作和出版
1923年，《春水》在《晨报·副镌》上发表，一共收录冰心的182首诗歌。

## 内容
《繁星》主要歌颂母爱、亲情、童心、大自然，而《春水》则主要描写五四运动中知识分子的内心世界，其中有劝慰青年人努力奋进的诗歌，如第八十七首、第七十四首。

## 传世名句
第八十七首：“青年人！只是回顾么？这世界是不住的前进呵。”
第七十四首：“青年人！珍重的描写罢，时间正翻着书页，请你着笔！”

## 主题和风格
与《繁星》里的诗歌类似，《春水》里的诗歌也结构短小精悍，构思奇特，大部分是哲理诗。

## 影响
冰心深受印度诗人泰戈尔“泛爱论”的影响，认为“有了爱，便有了一切”，这部诗集和《繁星》都类似泰戈尔的诗集《园丁集》、《新月集》、《飞鸟集》。